# Leptoclinides sulawesii
Leptoclinides sulawesii är en sjöpungsart som beskrevs av Monniot 1996. Leptoclinides sulawesii ingår i släktet Leptoclinides och familjen Didemnidae. Inga underarter finns listade i Catalogue of Life.